# Imre Páli
Imre Páli, madžarski rokometaš, * 6. november 1909, † ?.
Leta 1936 je na poletnih olimpijskih igrah v Berlinu v sestavi madžarske rokometne reprezentance osvojil četrto mesto.